# Señor, dame paciencia
Señor, dame paciencia s una pel·lícula espanyola dirigida per Álvaro Díaz Lorenzo i protagonitzada per Jordi Sánchez, Megan Montaner, Silvia Alonso, Eduardo Casanova, David Guapo, Boré Buika i Salva Reina. Es va estrenar a Espanya el 16 de juny de 2017.
Es va gravar entre Madrid i Sanlúcar de Barrameda.

## Argument
Quan la dona de Gregorio, un banquer molt conservador, molt del Madrid i molt rondinaire, mor sobtadament, aquest es veu obligat a complir la seva última voluntat: passar un cap de setmana amb els seus fills i les seves parelles a Sanlúcar de Barrameda per a escampar les seves cendres al Guadalquivir.
Aquí és on comencen els problemes per a Gregorio, ja que la seva filla Sandra està casada amb Jordi, un català culer, que vol portar a la seva futura neta a un col·legi bilingüe català-anglès a Barcelona, i a qui el patriarca, per descomptat, no suporta.
La seva altra filla Alicia, està sortint amb Leo, un hipi antisistema a qui Gregorio tampoc pot ni veure i Carlos, el seu fill petit, amb qui porta sis mesos sense parlar-se des que va sortir de l'armari, es presenta amb el seu xicot Eneko, un basc d'origen senegalès, un gendre que Gregorio mai va imaginar tenir.
Aquest viatge multicultural posarà a prova la tolerància i la capacitat de perdonar d'una família tan disfuncional com qualsevol altra, en el qual hauran d'aprendre a acceptar-se els uns als altres, amb les seves virtuts i defectes..

## Repartiment
- Jordi Sánchez és Gregorio Zaldívar.
- Megan Montaner és Sandra Zaldívar Ramos.
- Silvia Alonso és Alicia Zaldívar Ramos.
- Eduardo Casanova és Carlos Zaldívar Ramos.
- David Guapo és Jordi.
- Boré Buika és Eneko.
- Salva Reina és Leo.
- Andrés Velencoso és Alejandro.
- Paco Tous és Pare Salcedo.
- Rossy de Palma és María Ramos.
- Antonio Dechent és Antonio.
- Diego París és Ricardo.
- Raúl Jiménez

## Adaptació a televisió
El 8 de juny de 2020 es va anunciar que Antena 3 estava preparant l'adaptació de la pel·lícula comptant amb Jordi Sánchez com a protagonista de la sèrie recuperant el personatge de Gregorio, igual que a la pel·lícula. Al setembre de 2020 es van anunciar les incorporacions de Norma Ruiz com Sandra, Adam Jezierski com Goyito, Félix Gómez com Carlos i Carol Rovira com Alicia, a més de la participació de Rossy de Palma recuperant el seu personatge de la pel·lícula.

## Recepció
La cinta va ser un èxit comercial atraient a 984.682 espectadors quedant segona en el rànquing del primer semestre de 2017 del cinema espanyol, per darrere d' Es por tu bien.